# Musée de la Poste

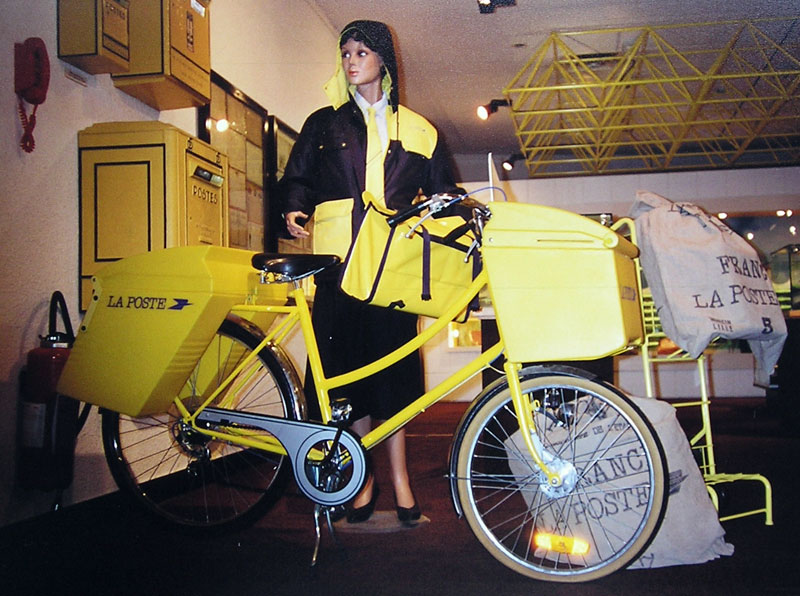
Hiện vật của Musée de la Poste

Musée de la Poste (Bảo tàng Bưu chính) là một bảo tàng về ngành bưu chính, nằm ở số 34 đại lộ Vaugirard, Quận 15 thành phố Paris. Gồm 15 phòng trưng bày, Musée de la Poste giới thiệu các hiện vật về lịch sử 500 năm của ngành bưu chính, từ hình ảnh những con ngựa đưa thư của hoàng gia đến những bước đầu tiên của công nghệ viễn thông. Bảo tàng cũng là nơi lưu giữ bộ sưu tập tem thư và bưu thiếp của chính phủ.
Năm 2007, Musée de la Poste đón 67.092 lượt khách thăm.